# Изоткино (Марий Эл)
Изоткино (мар. Изоткин кутыр) — деревня в Звениговском районе Республики Марий Эл России. Входит в состав Кужмарского сельского поселения.

## География
Деревня находится в южной части республики, в зоне хвойно-широколиственных лесов, на расстоянии примерно 20 километров (по прямой) к северо-востоку от города Звенигова, административного центра района. Абсолютная высота — 101 метр над уровнем моря.

### Климат
Климат характеризуется как континентальный, умеренно влажный. Среднегодовая температура воздуха — 2,3 °С. Средняя температура воздуха самого тёплого месяца (июля) — 18,2 °C (абсолютный максимум — 38 °C); самого холодного (января) — −13,7 °C (абсолютный минимум — −47 °C). Среднегодовое количество атмосферных осадков составляет 491 мм, из которых 352 мм выпадает в период с апреля по октябрь.

### Часовой пояс
Деревня Изоткино, как и вся Марий Эл, находится в часовой зоне МСК (московское время). Смещение применяемого времени относительно UTC составляет +3:00.

## Население
| 2002 | 2010 |
| ---- | ---- |
| 0    | →0   |